# Joan Obiols i Vié
Joan Obiols i Vié   (Granollers, 10 d'agost de 1918 - Cadaqués, 17 de juliol de 1980) fou un psiquiatre i professor universitari català.

## Biografia
Es va llicenciar a Barcelona el 1943, el 1970 guanyà la càtedra de Psiquiatria de la Universitat de Santiago de Compostel·la i un any més tard passà a la de Barcelona. Fou degà de la Facultat de Medicina entre 1972 i 1979. L'any 1977, pel fet d'ésser el degà més antic, fou nomenat rector en funcions de la universitat durant nou mesos. El mateix any ingressà a la Reial Acadèmia de Medicina de Barcelona. Posteriorment fou Doctor Honoris Causa per la Universitat de Tolosa (Llenguadoc). L'any 1982 va ser condecorat amb l'Orde d'Alfons X el Savi. Morí a Cadaqués, Alt Empordà, el 17 de juliol de 1980.
El seu fill Jordi Obiols, també psiquiatre de professió, és el comissari de l'exposició Art i follia. Joan Obiols Vié. Psiquiatre i humanista. Mostra la seva gran tasca professional, però sobretot, descobreix el seu vessant personal, els seus lligams amb el món cultural de l'època. Aquesta mostra és la primera exposició de la Seca 2 de la Fundació Joan Brossa.

## Publicacions
- Investigación fenomenológica sobre la comprensibilidad del delirio esquizofrénico: resumen de la tesis presentada. Director: Ramón Sarró Burbano. Barcelona: Universidad. Secretaria de Publicaciones. Facultad de Medicina, 1959. Disponible a: Catàleg de les biblioteques de la UB
- El caso Julia: un estudio fenomenológico del delirio. Barcelona: Aura, 1969. Psiquiatría y cultura. Disponible a: Catàleg de les biblioteques de la UB
- El hombre actual y la angustia. Barcelona: Erasmo, Centro de Estudios Antropológicos y Humanísticos, 1949. Disponible a: Catàleg de les biblioteques de la UB
- Psiquiatria d'ahir, psiquiatria d'avui i psiquiatria de demà/ discurs llegit per Joan Obiols i Vié. Barcelona: Reial Acadèmia de Medicina de Barcelona, 1977. Disponible a: Catàleg de les biblioteques de la UB
- Psiquiatría y antipsiquiatría. Barcelona: Salvat, 1975. ISBN 8434574578. Disponible a: Catàleg de les biblioteques de la UB
- Buqueras Bach, Francisco Javier. El professor Joan Obiols i Vié vist pel Dr.Dídac Parellada. Perfil humà i anècdotes viscudes. En: Gimbermat, volum 41 (2004), pàgines 369-375. Disponible al RACO:
- El Caso Elisa. La configuración de la temática conflictiva de una neurosis a través de la terapéutica por el arte. Barcelona: Laboratorios Miquel SA. 1969.